# Únor 2018

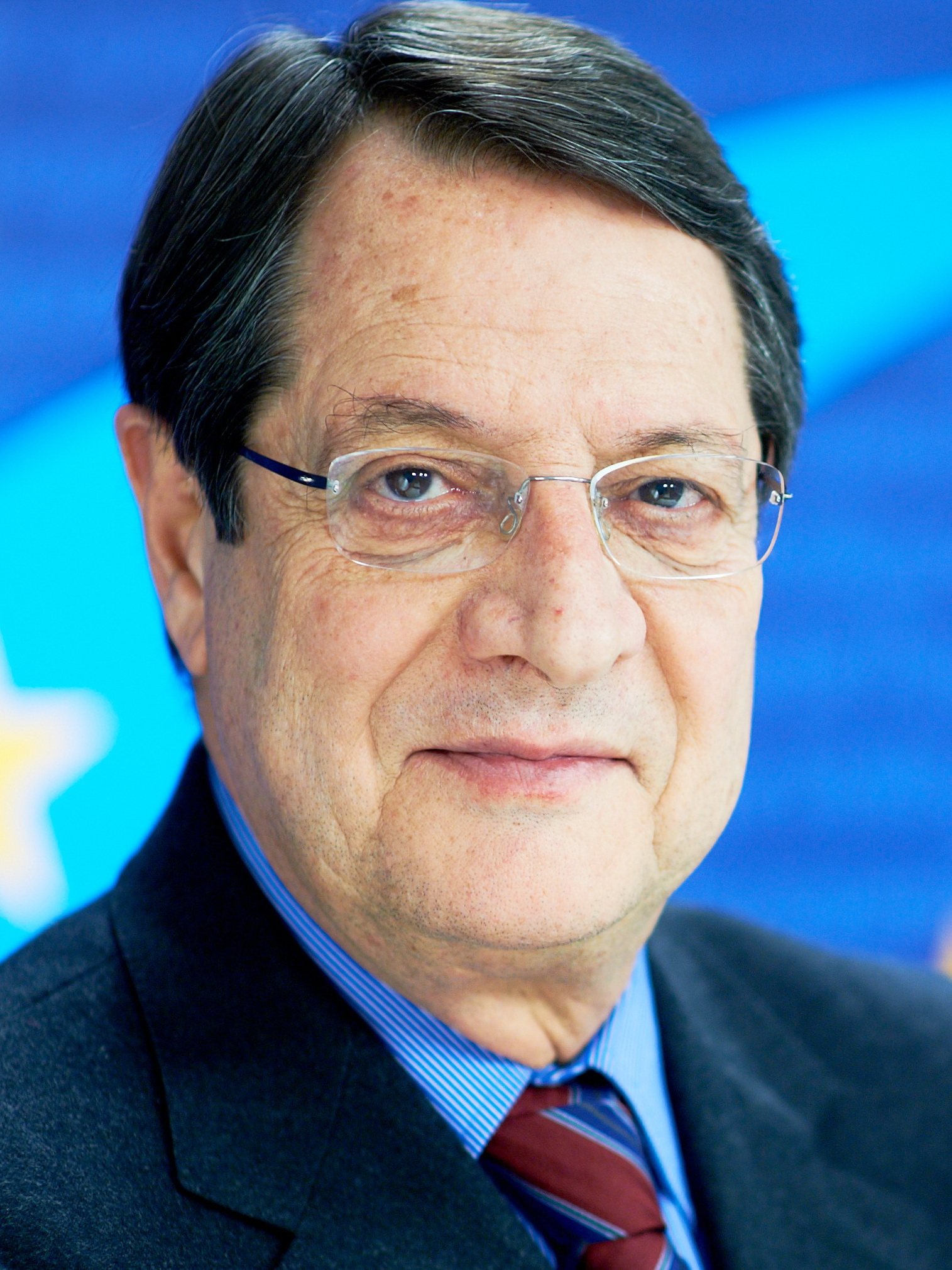
Nikos Anastasiadis

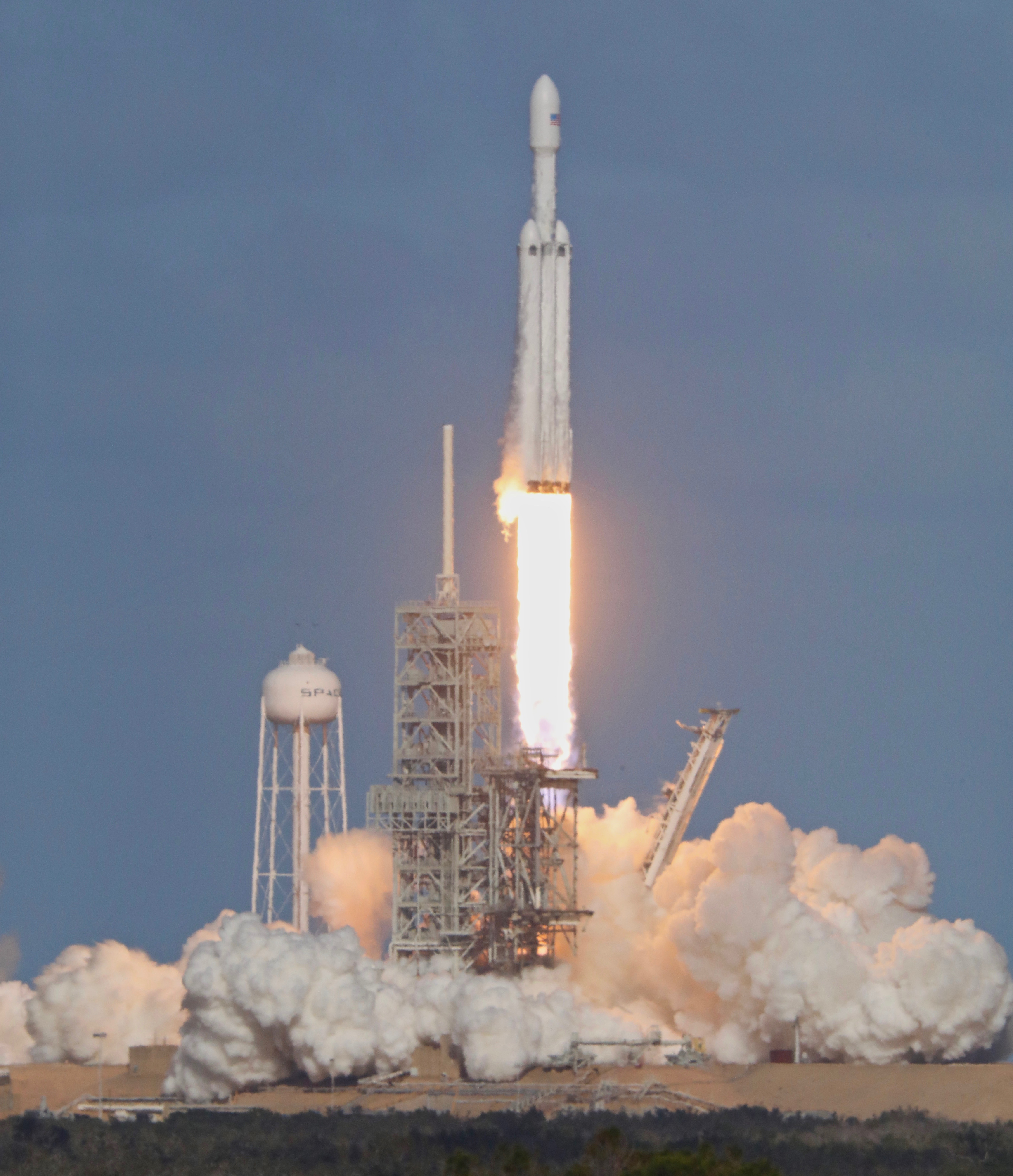
Falcon Heavy

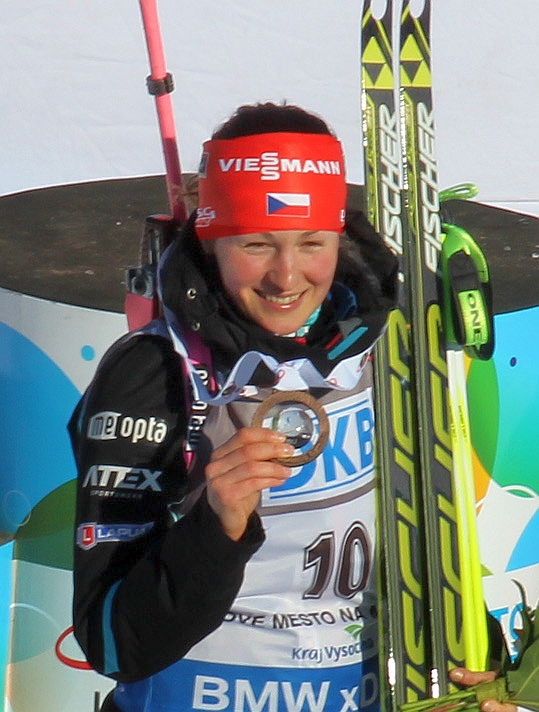
Veronika Vítková

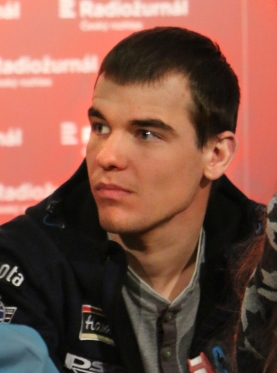
Michal Krčmář

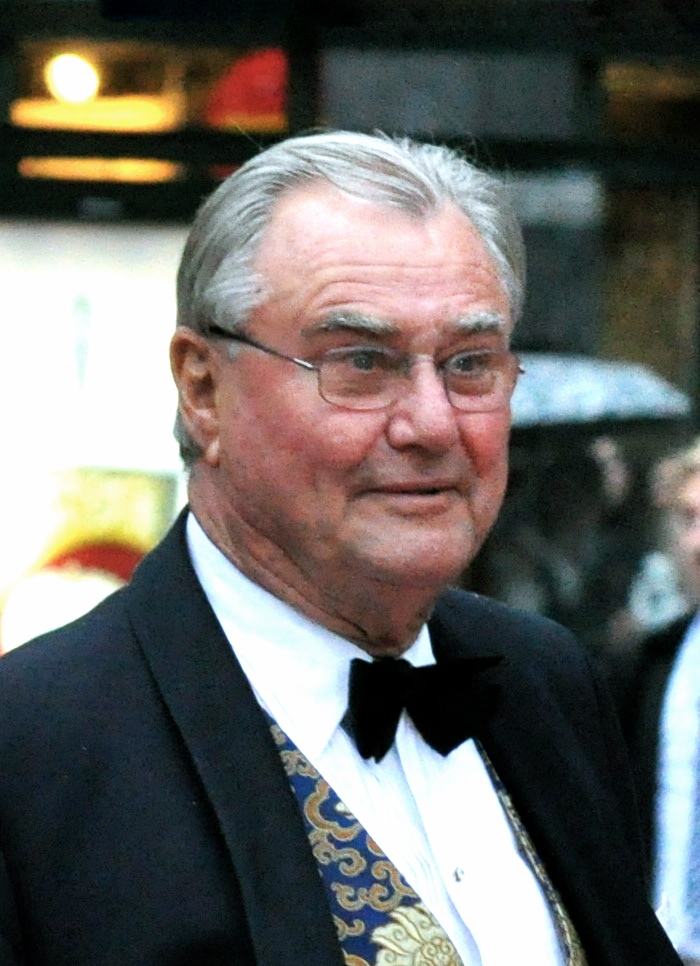
Princ Henrik

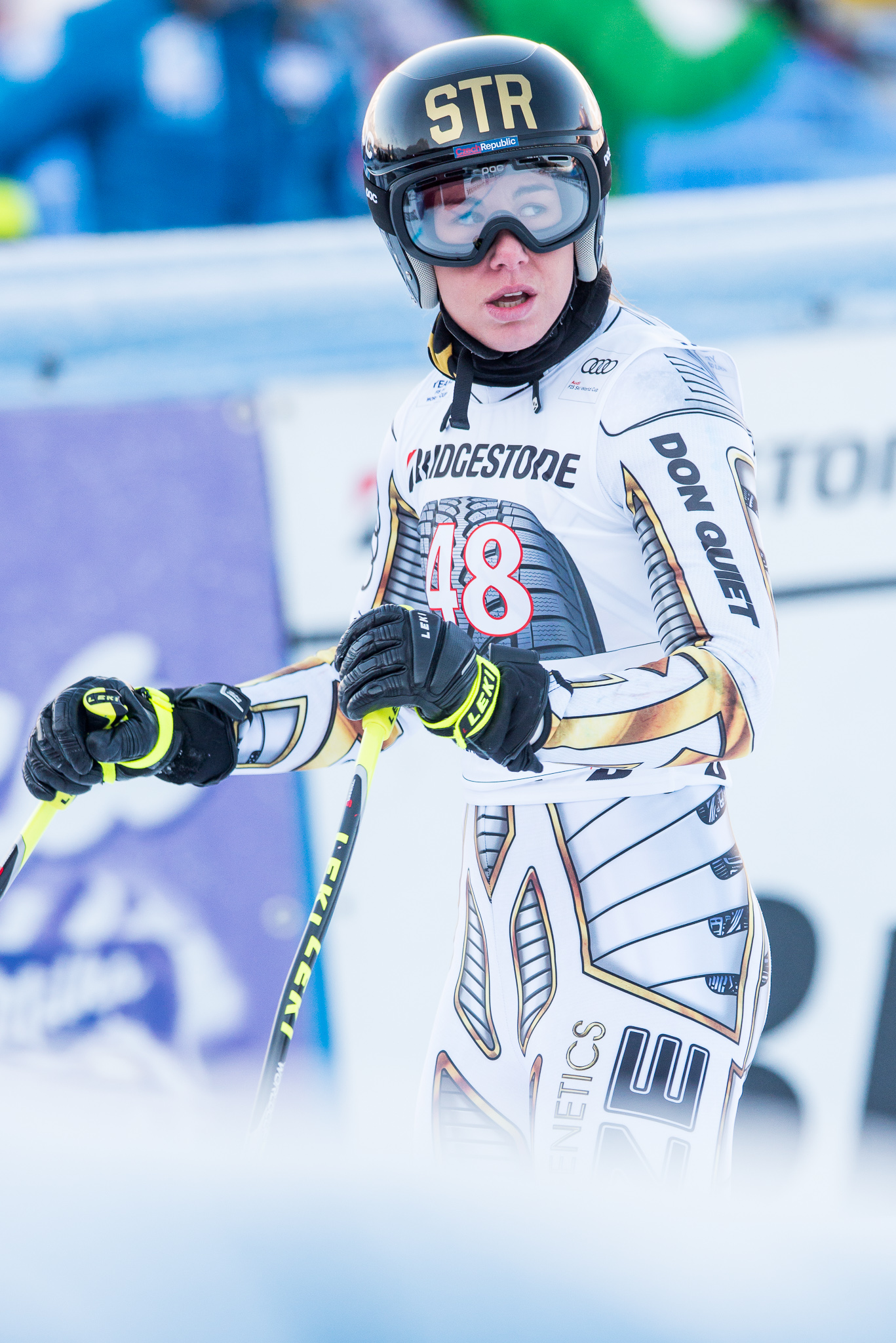
Ester Ledecká

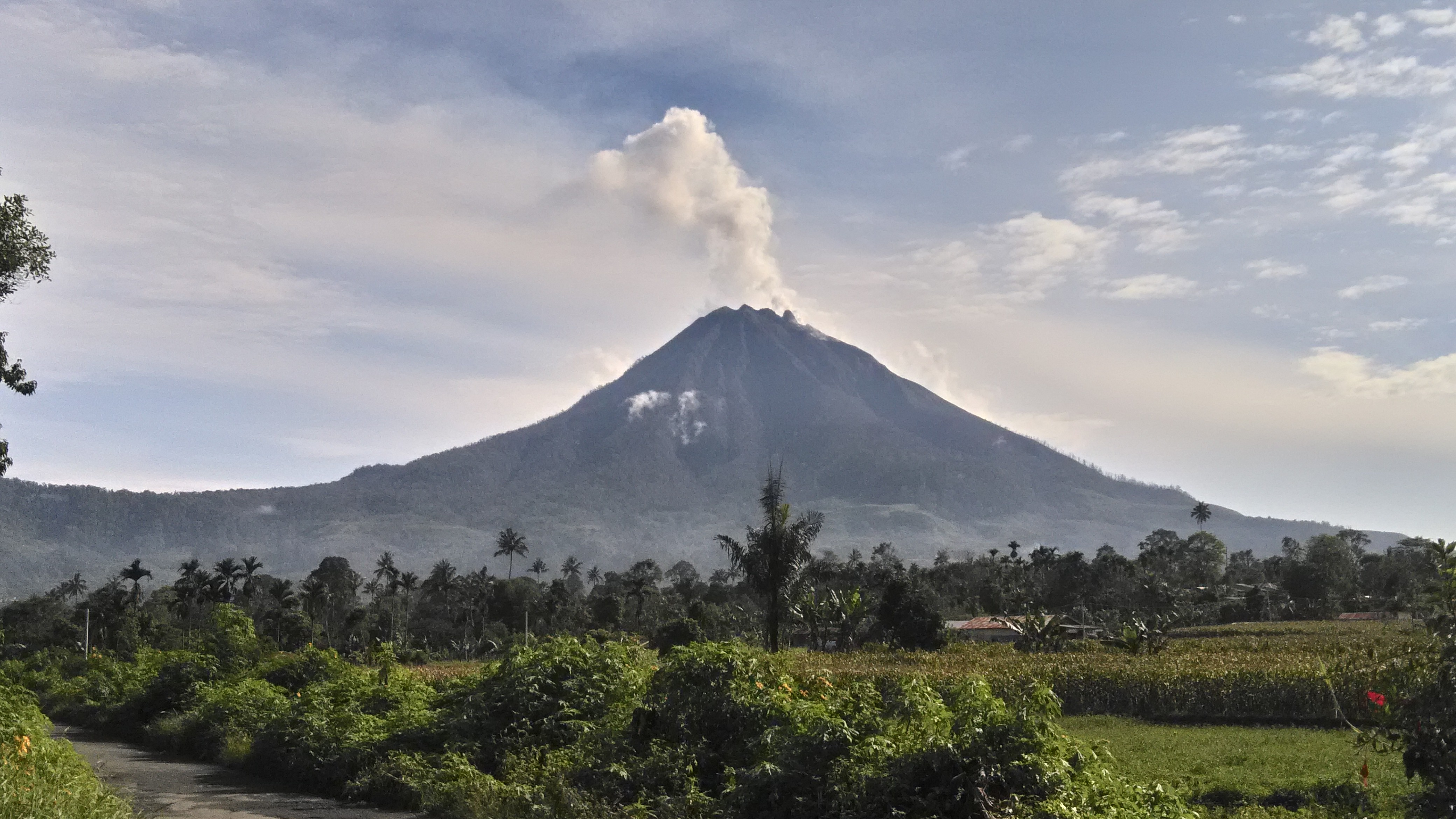
Sopka Sinabung

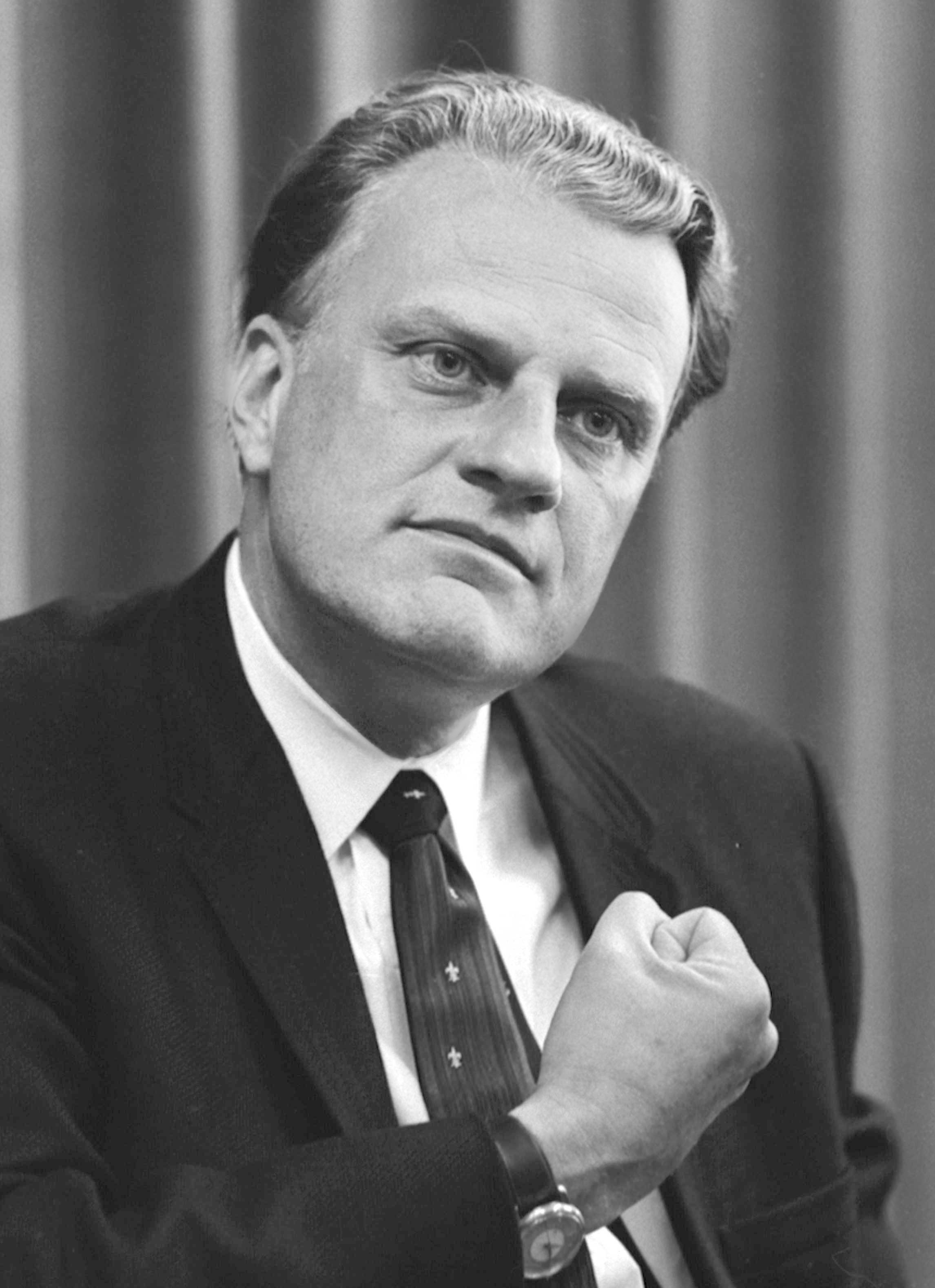
Billy Graham

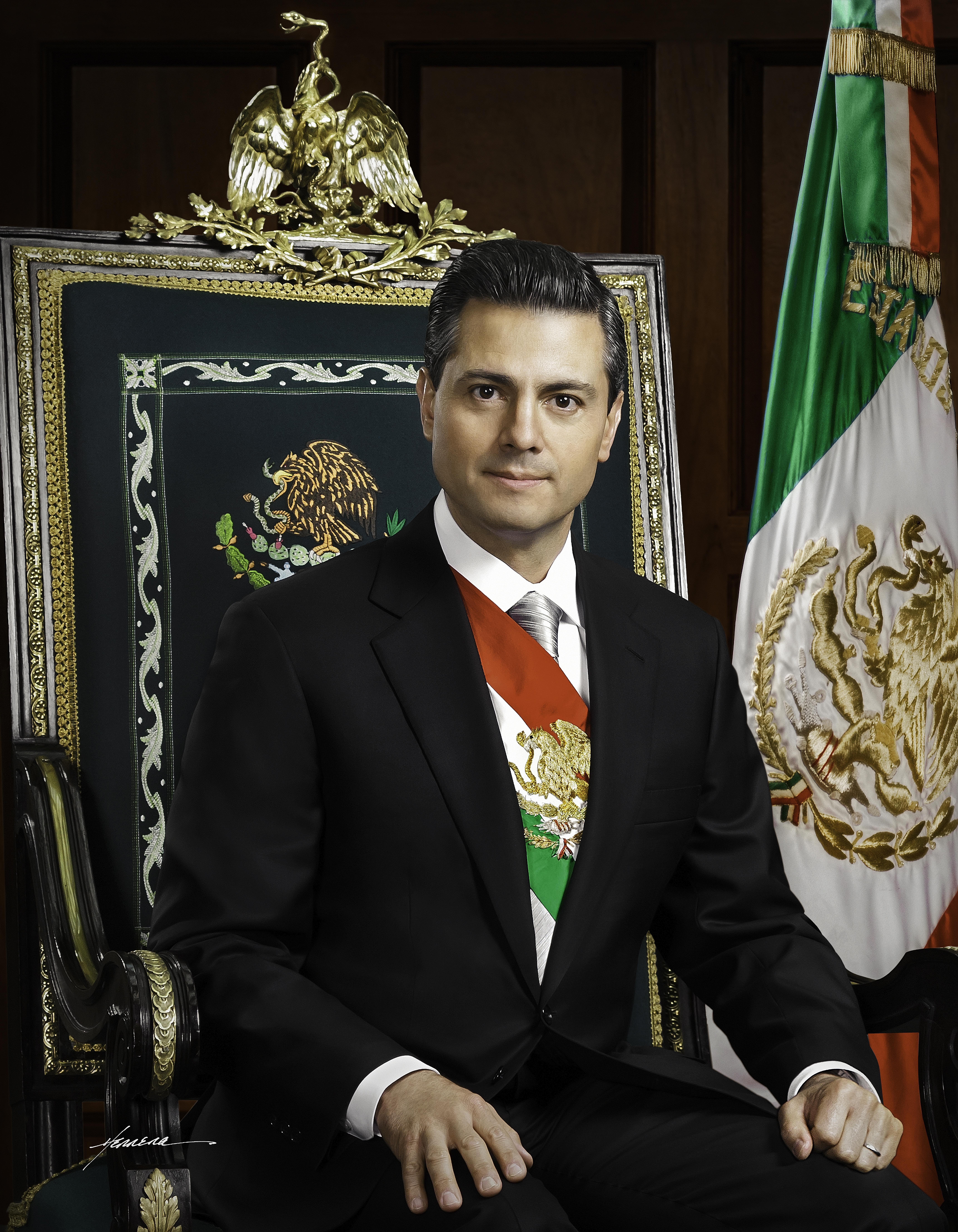
Enrique Peña Nieto

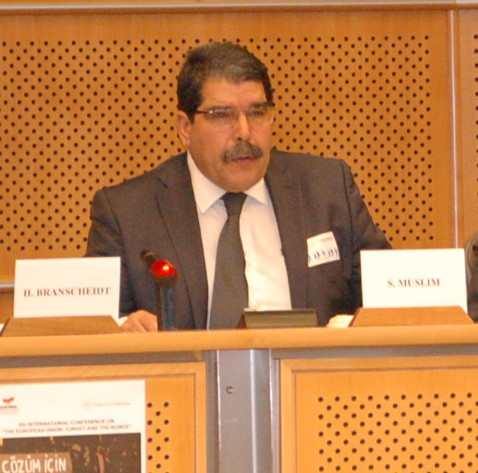
Salih Muslim Muhammad

1. února – čtvrtek
 V Brně bylo otevřeno Muzeum starobrněnského opatství, které trvale vystaví rukopis Gregora Mendela Pokusy s rostlinnými hybridy z roku 1865.
 Íránská policie zatkla 29 žen kvůli tomu, že si odstranily pokrývky hlavy jako formu rostoucích protestů proti zákonu, který jejich nošení na veřejnosti vyžaduje.
 Polský Senát navzdory mezinárodní kritice ze strany Izraele a Spojených států schválil kontroverzní návrh zákona ukládající za použití termínu „polské tábory smrti“ nebo obviňování země ze spolupráce s nacisty až tři roky odnětí svobody. Izraelský premiér Benjamin Netanjahu v reakci na to prohlásil, že „nemůžeme změnit historii a holokaust nelze popřít“. Zároveň vyslovil znepokojení nad tím, že se zákon podle jeho názoru pokouší zakrýt polské zločiny spáchané na Židech během druhé světové války.
2. února – pátek
 Rusko si připomnělo 75. výročí bitvy u Stalingradu.
 V Londýně byl na doživotí odsouzen Darren Osborne, který v červnu 2017 najel dodávkou do skupiny muslimů.
 Při srážce dvou armádních vrtulníků Aérospatiale Gazelle zahynulo v jižní Francii 5 lidí.
 Podle Mezinárodní organizace pro migraci zahynulo u libyjského pobřeží okolo 90 uprchlíků.
 Největší kazachstánské město Almaty zasáhlo zemětřesení o magnitudě 3,7.
3. února – sobota
 Ruská intervence v Sýrii: Syrští povstalci sestřelili u města Sarakíb v guvernorátu Idlib ruský bojový letoun Suchoj Su-25.
 Nejméně šest lidí bylo zraněno při sérii útoků neonacisty Luci Trainiho ve městě Macerata italském regionu Marche. Terčem útoku byli afričtí imigranti.
4. února – neděle
 Maledivská vláda prezidenta Abdalláha Jamína nařídila armádě obsadit parlament ve snaze zamezit impeachmentu.
 Statisíce lidí protestovaly v řeckém hlavním městě Athénách proti snaze vlády o urovnání sporu týkajícího se užívání názvu sousedního státu Makedonie.
 Nikos Anastasiadis byl znovuzvolen kyperským prezidentem.
 Při srážce vlaků v Jižní Karolíně zemřeli 2 lidé a přes 50 jich bylo zraněno.
5. února – pondělí
 Archeologové nalezli u Opavy přes 6000 let starou sošku lengyelské kultury.
 Maledivská vláda vyhlásila v zemi patnáctidenní výjimečný stav.
 Papež František přijal ve Vatikánu tureckého prezidenta Recepa Erdoğana.
 V guatemalském departementu Petén nalezli archeologové pomocí technologie Lidar desítky zaniklých mayských měst pro miliony obyvatel.
6. února – úterý
 Z amerického mysu Canaveral odstartovala v současnosti nejsilnější raketa Falcon Heavy (na obrázku) společnosti SpaceX.
 Při zemětřesení o síle 6,4 stupně u tchajwanského města Chua-lien zemřelo asi 6 lidí, přes 250 jich bylo zraněno a zřítilo se několik budov.
7. února – středa
 Bermudský guvernér John Rankin podepsal zákon rušící stejnopohlavní manželství ve prospěch registrovaného partnerství. Bermudy se staly první zemí, která zrušila platnost zákona o stejnopohlavním manželství.
 Novinářům Jakubovi Szántó a Janě Klímové byla udělena Cena Ferdinanda Peroutky.
 Řízení letového provozu České republiky zveřejnilo statistiky, podle nichž bylo v roce 2017 nad Českem zaznamenáno rekordních 853 000 letů.
8. února – čtvrtek
 Ozbrojené síly USA provedly sérii leteckých úderů proti provládním silám útočícím na území ovládané Syrskými demokratickými silami severovýchodně od Dajr az-Zauru, kterým způsobily výrazné ztráty.
 Bývalá bangladéšská premiérka Chálida Zijáová byla odsouzena k 5 letům vězení za zpronevěru zahraničních dotací.
 Český statistický úřad oznámil, že v roce 2017 se v Česku ubytovalo rekordních 20 milionů turistů.
 V Severní Koreji proběhla vojenská přehlídka při příležitosti 70. výročí vytvoření armády.
9. února – pátek
  V jihokorejském Pchjongčchangu byly slavnostně zahájeny XXIII. zimní olympijské hry 2018.
10. února – sobota
 Mary Lou McDonaldová nahradila Gerryho Adamse na pozici předsedy republikánské strany Sinn Féin.
 Jihokorejský prezident Mun Če-in přijal v prezidentském sídle předsedu severokorejského parlamentu Kim Jong-nama a sestru severokorejského vůdce Kim Jo-čong od níž obdržel pozvání do Pchjongjangu k setkání s Kim Čong-unem.
 Izraelský letoun F-16 byl sestřelen syrskou protivzdušnou obranou pří útoku na íránské vojenské zařízení. Oba piloti se katapultovali a letoun dopadl poblíž kibucu Harduf v Jizre'elském údolí.
   Veronika Vítková získala bronzovou medaili v biatlonu na 7,5 km na Olympijských hrách v Jižní Koreji. První byla Němka Laura Dahlmeierová.
11. února – neděle
   Michal Krčmář získal stříbrnou medaili na Olympijských hrách v Pchjongčchangu v biatlonu na 10 km. První byl Němec Arnd Peiffer. Pro Český olympijský tým je to druhá medaile.
 Letadlo An-148 Saratovských aerolinií se po startu z letiště Domodědovo zřítilo v Moskevské oblasti. Zahynulo všech 71 osob na palubě.
12. února – pondělí
 U obce La Châtaigneraie na západě Francie došlo k zemětřesení o síle 4,7. V této oblasti se jedná o nejsilnější zemětřesení od roku 2001.
 Zástupkyně ředitele britské humanitární organizace Oxfam rezignovala na svou funkci kvůli skandálu se zneužíváním darů během humanitární operace po zemětřesení na Haiti v roce 2010.
 Ukrajinské úřady deportovaly bývalého gruzínského prezidenta Michaila Saakašviliho do Polska.
 U rakouské obce Niklasdorf při srážce dvou vlaků zahynul člověk a přes 20 lidí bylo zraněno.
13. února – úterý
 Ve věku 83 let zemřel na zámku Fredensborg princ Henrik (na obrázku), manžel dánské královny Markéty II.
 Čche Son-sil, dlouholetá důvěrnice bývalé jihokorejské prezidentky Pak Kun-hje, byla odsouzena k 20 letům odnětí svobody za korupci.
 Africký národní kongres, nejsilnější parlamentní strana v zemi, vyzval jihoafrického prezidenta Jacoba Zumu k podání rezignace.
 Z kosmodromu Bajkonur vynesla raketa Sojuz-2.1A ruskou nákladní loď Progress MS-08 se zásobami potravin, kyslíku aj. pro astronauty na ISS.
 Cyklón Gita dosahující 4. kategorie zasáhl Nuku'alofu, hlavní město tichomořského království Tonga, kde zničil mnoho budov včetně sídla vlády a parlamentu.

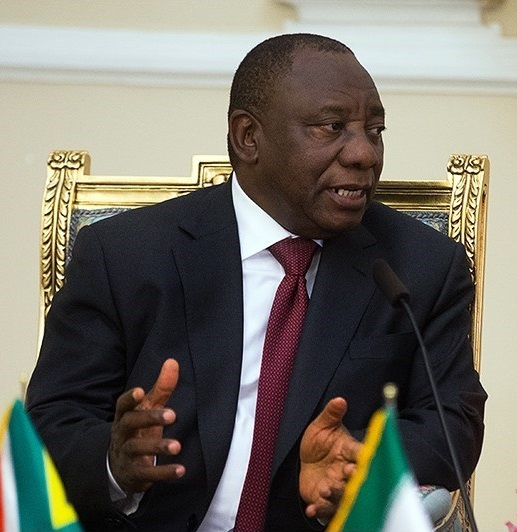
Cyril Ramaphosa

14. února – středa
 Jihoafrický prezident Jacob Zuma rezignoval na svou funkci. Jeho povinnosti převzal Cyril Ramaphosa (na obrázku) předseda Afrického národního kongresu.
 Ve věku 65 let zemřel bývalý zimbabwský premiér a dlouholetý opoziční vůdce Morgan Tsvangirai.
 Nejméně 17 studentů zabil útočník na střední škole ve floridském městě Parkland. Podezřelý z útoku byl zatčen policii.
 Organizace OCHA, WHO a Syrský červený půlměsíc dodaly humanitární pomoc do povstalecké enklávy ve Východní Ghútě na předměstí Damašku.
15. února – čtvrtek
 Ruské prezidentské volby 2018: Sociální síť Instagram se pořídila požadavkům Roskomnadzoru a zcenzurovala příspěvky opozičního politika Alexeje Navalného.
 Etiopský premiér Hailemariam Desalegn rezignoval na svou funkci s cílem uklidnit napjatou politickou situaci v regionech Oromie a Amharsko.
 Jeremy Corbyn, předseda britské Labouristické strany, se podle zjištění deníku The Sun v letech 1986 až 1987 opakovaně setkal s agenty Státní bezpečnosti působícími na československé ambasádě v Londýně.
16. února – pátek
 Rychlobruslařka Martina Sáblíková získala na olympiádě stříbrnou medaili v závodě na 5000 metrů. Eva Samková získala bronzovou medaili ve snowboardcrossu.
 Ve východní Asii začal podle čínského kalendáře čínský nový rok, tentokrát ve znamení psa. V Praze se příchod nového roku slavil v Obecním domě.
17. února – sobota
 Ester Ledecká získala zlatou medaili v superobřím slalomu na Olympijských hrách v Pchjongčchangu. Je to vůbec první české olympijské zlato v tomto sportu a také první zlatá medaile pro český tým na těchto hrách.
18. února – neděle
 Jan Hamáček byl zvolen novým předsedou České strany sociálně demokratické.
 Příslušník Islámského státu zastřelil pět lidí před kostelem v dagestánském Kizljaru.
 Let Iran Aseman Airlines 3704 s 65 lidmi na palubě se zřítil v íránském pohoří Zagros.
 Karolína Erbanová získala bronzovou medaili v závodě na 500 metrů na Olympijských hrách v Pchjongčchangu. 
19. února – pondělí
 Ve věku 98 let zemřel brigádní generál Miroslav Liškutín, příslušník 312. a 313. československé stíhací perutě RAF.
 Při erupci indonéské sopky Sinabung na Sumatře vystoupal oblak popela do výšky 7 km.
20. února – úterý
 Nejméně 100 lidí zabily nálety syrského letectva na povstalecká předměstí Damašku v oáze Ghúta.
 Ruské ministerstvo zahraničí oznámilo, že 6. února při bojích zahynulo nebo bylo zraněno několik desítek ruských občanů v syrské provincii Dajr az-Zaur.
 Automobily provládních jednotek podle syrské televize vjely do oblasti Afrínu a byly ostřelovány tureckou armádou.
 V Kodani se konal pohřeb prince Henrika.
 Cyklón Gita dosahující rychlosti větru 150 km/h zasáhl Nový Zéland. Přinesl přívalový déšť, způsobil výpadky proudu a zkomplikoval dopravu.
21. února – středa
 Na Slovensku byl zastřelen novinář Ján Kuciak se svou přítelkyní Martinou Kušnírovou.
 Ve věku 99 let zemřel americký evangelikalní kazatel Billy Graham.
 Po útoku Boko Haram na školu v nigerijském státě Yobe je pohřešováno nejméně 100 školaček.
 Ve věku 91 let zemřela Sonja Baťová, manželka Tomáše Bati ml.
22. února – čtvrtek
 Nizozemský parlament schválil rezoluci označující deportace a masakry Arménů v Osmanské říši za genocidu. Turecko rezoluci odsoudilo.
 Soudní dvůr Evropské unie rozhodl, že Polsko porušilo unijní předpisy o ovzduší, které dlouhodobě v zemi patří k nejneznečištěnějším v Evropské unii.
 Ministerstvo vnitra České republiky zamítlo žádost o azyl 70 čínských křesťanů. Naopak osmi křesťanům byl azyl z důvodu pronásledování udělen.
 Sebevražedný atentátník zaútočil na americkou ambasádu v černohorském hlavním městě Podgorica.
23. února – pátek
 Bývalý šéf Trumpova volebního týmu Rick Gates se přiznal ke spiknutí proti Spojeným státům a souhlasil se spoluprací s týmem speciálního vyšetřovatele FBI Roberta Muellera.
24. února – sobota
 Ester Ledecká vyhrála zlatou medaili v paralelním obřím slalomu. Jde o druhou zlatou medaili pro českou výpravu na zimních olympijských hrách.
25. února – neděle
 Komunistická strana Číny navrhla zrušení ústavního limitu pro výkon prezidentské funkce.
 Mexický prezident Enrique Peña Nieto odvolal návštěvu Spojených států.
 Bývalý předseda kurdské PYD Salih Muslim Muhammad byl zatčen v Praze.
 Přibližně od 12:00 SELČ probíhal v Pchjongčchangu závěrečný ceremoniál, který oficiálně ukončil Zimní olympijské hry 2018 a předal pomyslnou štafetu do Pekingu. Česká výprava si odvezla 2 zlaté, 2 stříbrné a 3 bronzové medaile.
26. února – pondělí
 Turecko požádalo o vydání Saliha Muslima, bývalého předsedy kurdské strany PYD, zadrženého českou policií v Praze.
 Policie informovala o vraždě slovenského novináře Jána Kuciaka a jeho partnerky v obci Veľká Mača, možná v souvislosti s Kuciakovou prací.
28. února – středa
 Na Slovensku a v evropských médiích byl zveřejněn poslední článek zavražděného novináře Jána Kuciaka o propojení italské mafie 'Ndrangheta a slovenské politiky.
 V souvislosti s vraždou novináře Jána Kuciaka odstoupil slovenský ministr kultury Marek Maďarič ze strany SMER. Odstoupil i tajemník bezpečnostní rady státu Viliam Jasaň a asistentka premiéra Roberta Fica Mária Trošková.
 Senátor František Čuba ze Strany Práv Občanů po roce a půl nepřítomnosti v senátu rezignoval na svůj mandát.